# فان هوارد
فـان هوارد (بالإنجليزية: Van Howard)‏ هو كاتب أغاني ومغني أمريكي، ولد في 1 مارس 1929 في غرادي في الولايات المتحدة، وتوفي في 2 أكتوبر 2012 في دالاس في الولايات المتحدة.